# رامي الجريدي
رامي الجريدي (مواليد 25 أبريل 1985) هو لاعب كرة قدم تونسي محترف، يلعب حاليًا كحارس مرمى لصالح القوافل الرياضية بڤفصة في الرابطة التونسية المحترفة الأولى لكرة القدم.

## روابط خارجية
- رامي الجريدي على موقع الاتحاد الدولي (مؤرشف)  (الإنجليزية)
- رامي الجريدي على موقع قاعدة بيانات كرة القدم.إي يو (الإنجليزية)
- رامي الجريدي على موقع ليكيب (الفرنسية)
- رامي الجريدي على موقع ناشيونال فوتبول تيمز (الإنجليزية)
- رامي الجريدي على موقع Soccerway.com (الإنجليزية)